# 曾文溪

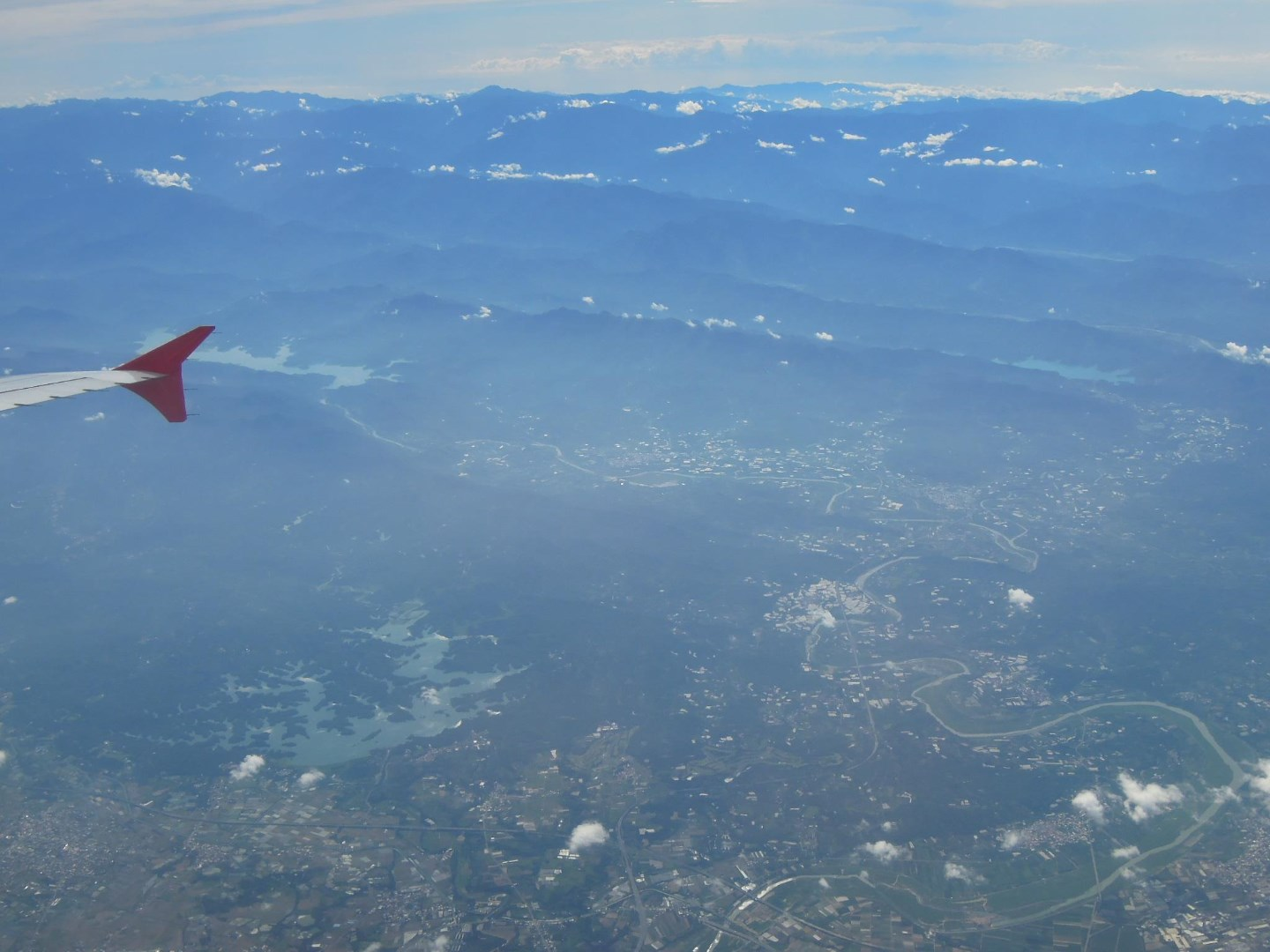
曾文水庫（左上）、烏山頭水庫（左下）、南化水庫（右上）與曾文溪蜿蜒的河道（右下）

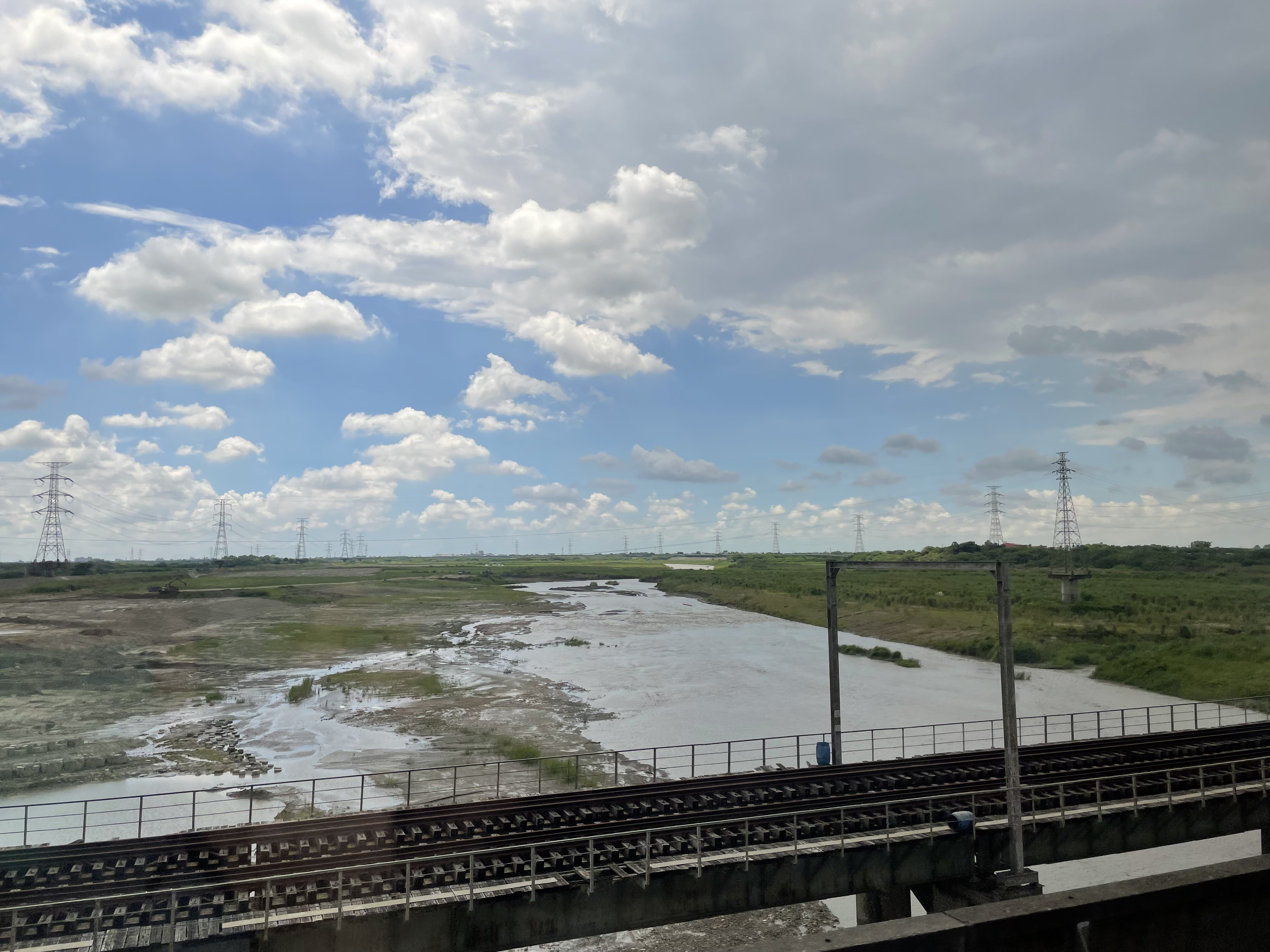
曾文溪，位於官田區段，自台鐵曾文溪橋上拍攝

曾文溪位於臺灣南部，是全臺灣第四長的河流，屬於中央管河川。曾文溪發源於嘉義縣阿里山鄉的東水山。流經台南市楠西區、玉井區、大內區、山上區、善化區、官田區、麻豆區、安定區、西港區、七股區、最後在安南區和七股區交界流入臺灣海峽，全長138.5公里，流域面積1,176.7平方公里，源頭海拔高2,440公尺，其主要支流有塔乃庫溪、普亞女溪、草蘭溪、後堀溪、菜寮溪、官田溪等。歷史上曾文溪頻頻改道，被居民戲稱是「青瞑蛇」。昭和十三年（1938年）堤防竣工之後，河道趨於固定。
曾文溪擁有豐富的水力資源，全臺灣最大的水庫曾文水庫，即在曾文溪上游，此外，在曾文溪的支流上，尚有南化水庫及烏山頭水庫等，除了供水發電之外，也都成為重要的觀光景點。此外，由於曾文溪挾帶砂石與生物碎屑在出海口沉積，提供了大量養分，因而蘊育了河口地區豐富的底棲生物與浮游生物，也吸引了大批水鳥在此處棲息。著名的珍貴鳥類黑面琵鷺即棲息在曾文溪河口北岸，因此設有七股黑面琵鷺保護區。台灣第八座國家公園台江國家公園範圍也包括曾文溪口。
臺南市地理上以曾文溪作為地區分界線，劃分為溪南與溪北兩區。溪南以原臺南省轄市為核心，溪北以原臺南縣縣治新營區為核心。

## 名稱演變
在荷蘭時期，曾文溪在歐洲古地圖上記為「River Soulang」（蕭壠溪），另外也有稱為「Zant River」（砂河）:128。而根據《諸羅縣志》記載，當時的曾文溪在上游到石仔瀨（在大內區）這段稱為「灣裏溪」，往西到蕭壠渡這段叫「加拔溪」，再往西到入海這段稱為「漚汪溪」:128、129。
至於「曾文」之名的由來，在連橫《雅堂文集》中有記載相傳是荷蘭時期有一個名叫「曾文」的人在此開墾，並設置渡口，該溪因此得名:129、130。《大臺南的河川》一書則認為是清道光三年（1823年）曾文溪改道後，溪上出現了重要渡口「罾門渡」，灣裏溪因而改稱罾門溪:131。之後因發音相似，又有記做「層門」，後來再變成「曾文溪」:131。

## 改道歷史

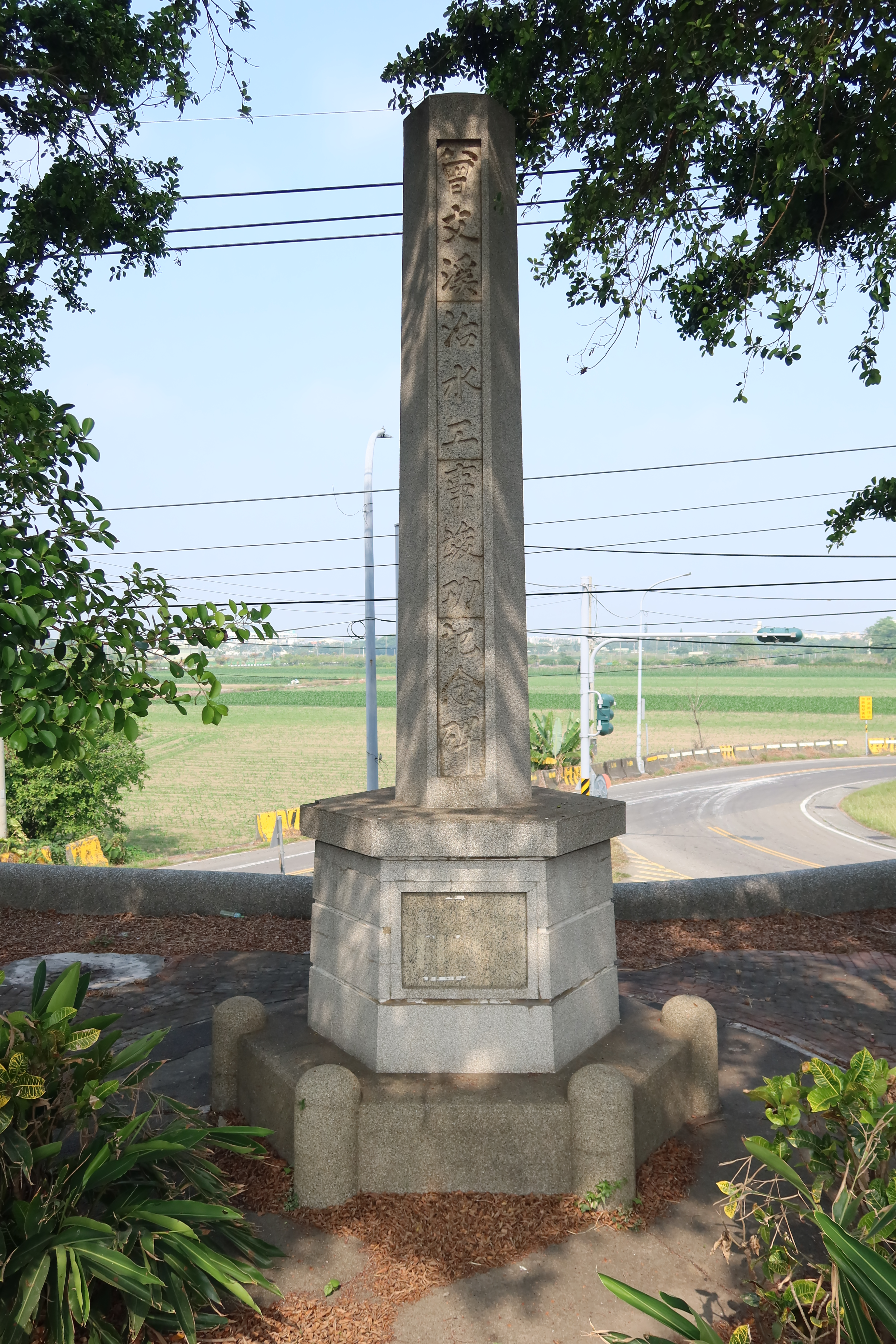
曾文溪治水工事竣功記念碑

早期的曾文溪改道頻仍，沒有固定的流路而迫使下游附近村落遷居，日治初期縱貫鐵道興建時亦遷就水文，選擇在相對穩定的拔林渡河，造成原先較大的市鎮──麻豆摒除在鐵路服務範圍外。詳見縱貫線 (南段)#選線。
1930年的日治時期才開始有系統的治理，自縱貫鐵路橋以下至河口之間的兩岸築堤以約束水流，才有今日曾文溪的面貌。治水計畫整體於1939年大功告成，目前在台19線西港大橋下游北岸尚立有「曾文溪治水工事紀念碑」，敘明完成兩岸堤防長達39公里。

## 主要河川
以下由下游至源頭列出水系主要河川，其中粗體字為主流河道：
- 曾文溪：臺南市、嘉義縣、高雄市
  - 官田溪：臺南市官田區、六甲區、大內區、東山區
  - 渡子頭溪（雙溪）：臺南市官田區、大內區
  - 菜寮溪：臺南市山上區、左鎮區、玉井區、南化區
    - 岡林溪：臺南市左鎮區
    - 紅水泉溪：臺南市左鎮區
    - 草山溪：臺南市左鎮區

  - 盧芝坑溝：臺南市
  - 後堀溪：臺南市玉井區、南化區、嘉義縣大埔鄉
    - 坑內溝：
    - 鹽水坑溪：臺南市南化區
    - 番子坑溪：臺南市南化區
    - 竹坑溪：臺南市南化區
    - 鳳梨坑溪：臺南市南化區、嘉義縣大埔鄉

  - 大埔溪：臺南市玉井區、楠西區、東山區、嘉義縣大埔鄉、番路鄉、高雄市那瑪夏區、嘉義縣阿里山鄉
    - 後旦溪：臺南市玉井區、楠西區
    - 油車溪：臺南市楠西區
    - 南投埤坑溪：臺南市楠西區
    - 密枝溪：臺南市楠西區
      - 灣丘溪：臺南市楠西區

    - 長枝坑溪：嘉義縣大埔鄉
    - 竹坑溪：嘉義縣大埔鄉
    - 匏子寮溪：嘉義縣大埔鄉
    - 沙美箕溪：嘉義縣大埔鄉、番路鄉
    - 二寮溪：嘉義縣大埔鄉、高雄市那瑪夏區
      - 草蘭溪：高雄市那瑪夏區

    - 黃狗坑溪：高雄市那瑪夏區
    - 托亞伊奇溪：高雄市那瑪夏區、嘉義縣阿里山鄉
    - 普亞女溪：嘉義縣阿里山鄉
    - 塔乃庫溪：嘉義縣阿里山鄉
    - 烏奇哈溪：嘉義縣阿里山鄉
    - 特富野溪：嘉義縣阿里山鄉
      - 伊斯基安那溪：嘉義縣阿里山鄉

    - 後大埔溪：嘉義縣阿里山鄉

## 主要橋樑
以下由河口至源頭列出主流上之主要橋樑：

### 曾文溪河段

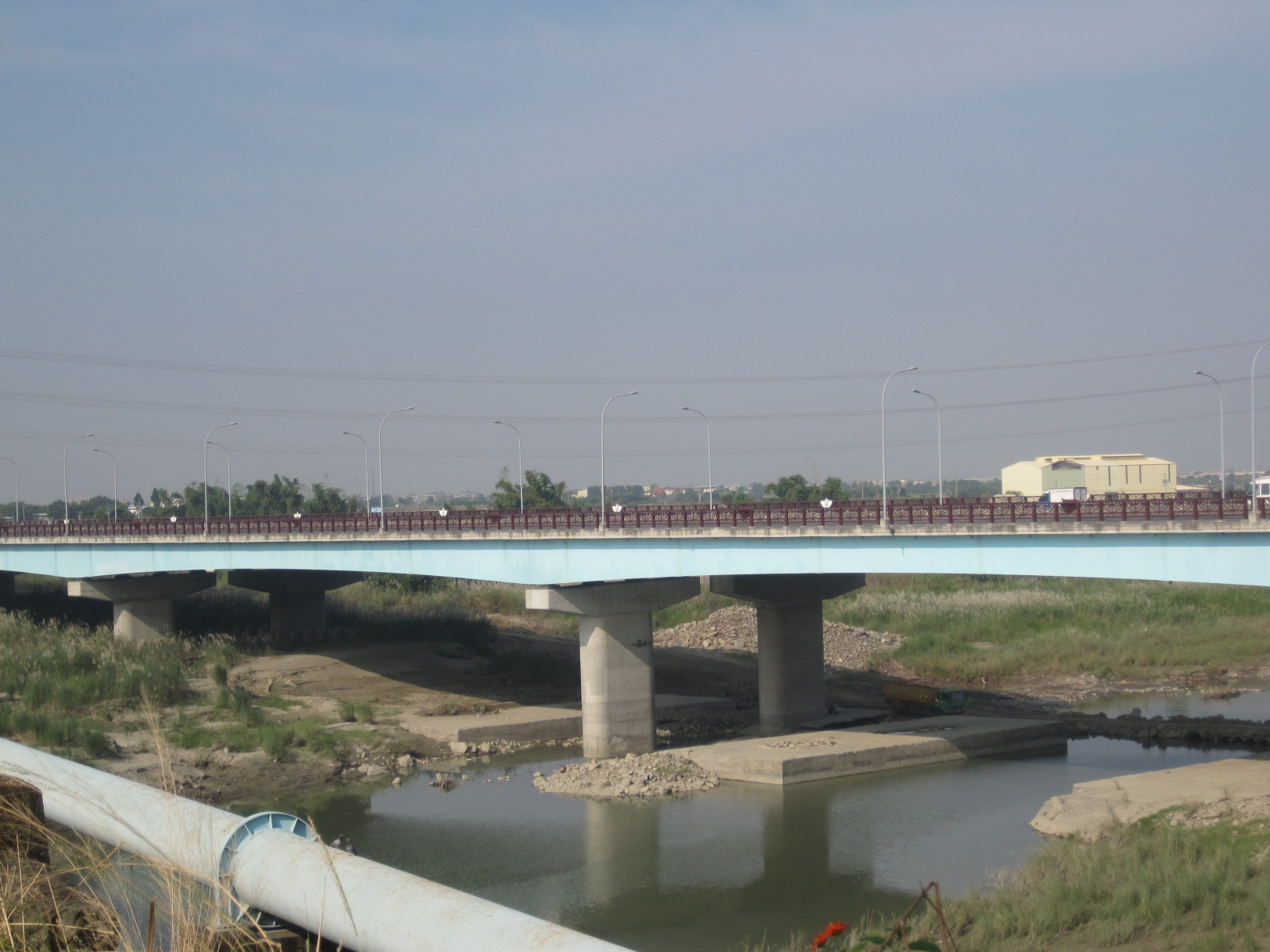
曾文二號橋

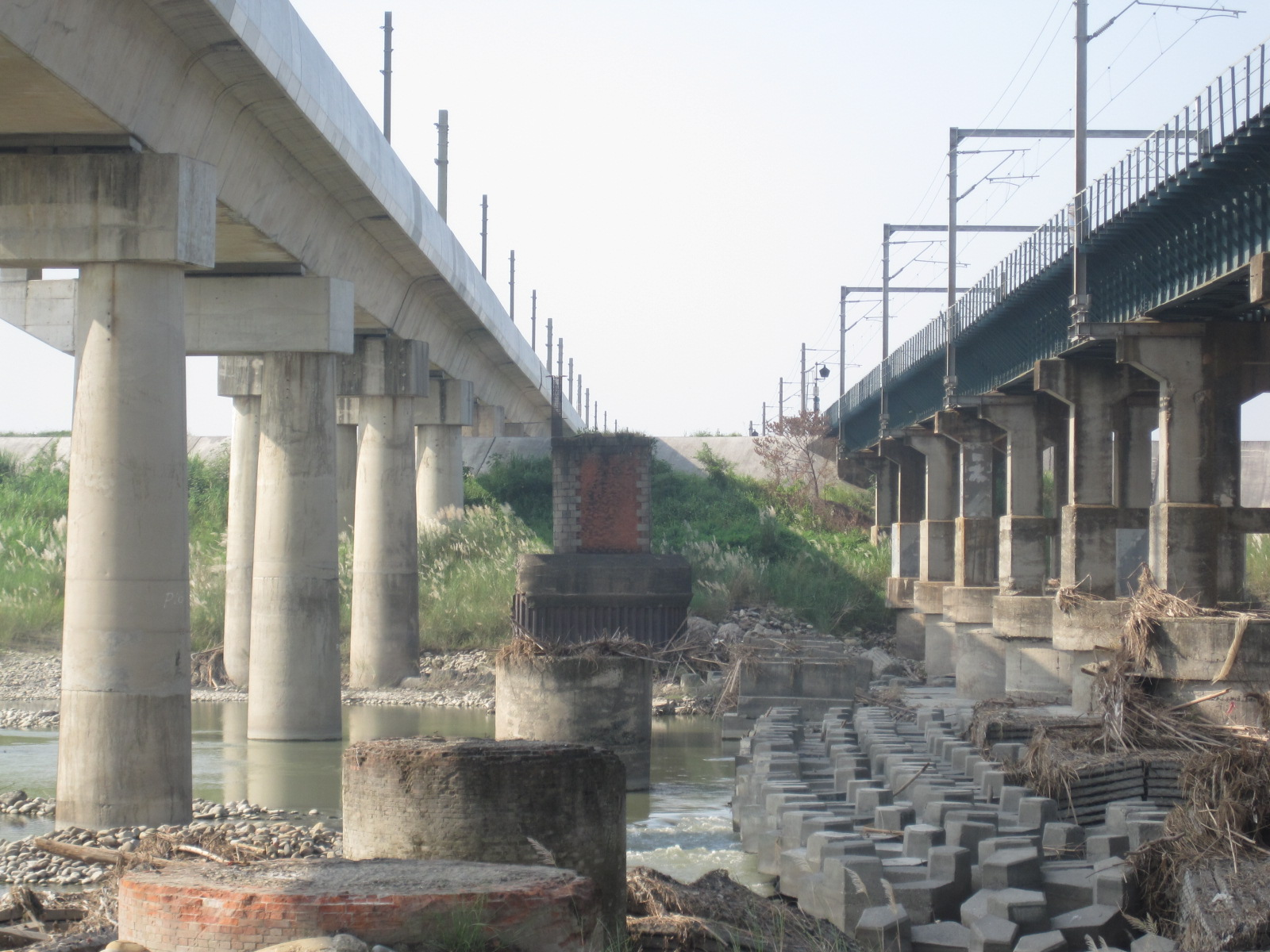
臺鐵曾文溪橋；由左至右依序為第三代鐵道橋、第一代鐵道橋橋墩與第二代鐵道橋。

- 國姓橋（台17線）
- 西港大橋（台19線）
- 國道一號曾文溪橋（國道一號）
- 麻善大橋（台19甲線）
- 高鐵曾文溪橋（台灣高鐵）
- 臺鐵曾文溪橋（台鐵西部幹線）
- 曾文溪橋（台1線）
- 嘉南大圳曾文溪橋
- 國道三號曾文溪橋（國道三號）
- 大內橋（南182線）
- 二溪大橋（南182線）
- 台84線曾文溪一號橋（台84線）
- 台84線曾文溪二號橋（台84線）
- 無名橋（南182線）
- 走馬瀨大橋（南182-1線）

### 大埔溪河段
- 豐里吊橋
- 玉豐大橋（南183線）
- 台84線大埔溪橋（台84線）
- 中正橋（南189線）
- 永興吊橋
- 曾文一號橋（市道174號）
- 曾文二號橋（南183線）
- 曾文三號橋（南183線）
- 曾文五號橋（南183線）
- 曾文水庫壩底道路
- 曾文水庫壩頂道路
- 大埔橋（台3線）
- 內葉翅吊橋
- 射兔潭吊橋
- 茶山橋（鄉道嘉129線）
- 山美大橋（鄉道嘉129線）
- 達邦橋（縣道169號）

### 後大埔溪河段
- 巴沙娜大橋

## 外部連結
- （繁體中文）讓我們看河去(重要河川)-- 曾文溪-經濟部水利署